# Vovbrske Gore
Vovbrske Gore (nemško Haimburgerberg) je naselje v Občini Djekše v Okraju Velikovec na Koroškem v Avstriji.